# دنيس ماكيني
دنيس ماكيني هو سياسي أمريكي، ولد في 24 يوليو 1960 في غرينسبورج في الولايات المتحدة. نشط حزبياً في الحزب الديمقراطي. وقد انتخب عضو مجلس نواب كنساس ‏.